# Archignac
Archignac är en kommun i departementet Dordogne i regionen Nouvelle-Aquitaine i sydvästra Frankrike. Kommunen ligger i kantonen Salignac-Eyvigues som tillhör arrondissementet Sarlat-la-Canéda. År 2022 hade Archignac 403 invånare.

## Befolkningsutveckling
Antalet invånare i kommunen Archignac
Referens:INSEE